# 若武者
若武者（わかむしゃ）は、かつてアサヒ飲料から発売されていた緑茶飲料である。
発売当初（2005年2月当時）は、「緑茶はキレ味」というキャッチフレーズで、切れの良いすっきりとした味であった。その後、2009年2月に後継商品の『香る緑茶 いぶき』（かおるりょくちゃ-）と入れ替わる形で販売を終了した。この商品の監修には、静岡の茶園、丹野園の丹野浩之が携わっていた。「名人直伝」とは彼のことを示す。

## パッケージの表示
商品名である「Asahi若武者」のほかに「キレ味緑茶」「名人直伝」「国産若蒸し茶葉限定」とかかれている。
ペットボトルのラベルや缶の色は深緑を基本としているが、2007年4月3日のリニューアルでは白い茶陶器を模したデザインに変更された。

## 原材料名
- 緑茶
- ビタミンC

## 栄養成分表示(100gあたり)
- エネルギー　0kcal
- たんぱく質　0g
- 脂質　0g
- 炭水化物　0g
- ナトリウム　6～16mg

## CM

### イメージキャラクター(～2007年)
- 中村勘三郎
- 宮迫博之（雨上がり決死隊）
- 瑛太
- 安めぐみ
- オダギリジョー
- 丹野浩之

### CMソング

#### ～2007年
- 「You Really Got Me」/野村義男(オリジナル：The Kinks)

#### 2008年
- チャイコフスキー 「ピアノ協奏曲第1番変ロ短調 作品23」 第1楽章